# JQuery Mobile
jQuery Mobile je aplikační framework určený pro mobilní aplikace. Je napsán v JavaScriptu a optimalizován pro dotyková zařízení. Vyvíjí jej Projekt jQuery (anglicky The jQuery Project), který stojí mimo jiné též za frameworky jQuery a jQuery UI.

## Vlastnosti
- jQuery Mobile je postaveno nad jádrem jQuery, takže přechod na verzi Mobile bývá snadný
- snaha, aby stránky vLicence MIT|jQuery Mobile zvládlo zobrazit co nejvíce mobilních zařízení bez ohledu na platformu, operační systém a použitý prohlížeč[2]
- předpřipravená témata (implementovaná v CSS) + nástroj ThemeRoller pro vytvoření vlastních stylů
- funkčnost je specifikována pomocí atributů:
  - data-role – role prvku (nadpis, obsah, patička, …)
  - data-theme – grafická podoba prvku a jeho podprvků
  - data-position – pozice prvku (implicitně v řádku nebo fixní – pro hlavičku/patičku stránky)
  - data-transition – jedna z cca 10 připravených animací pro přechod mezi stránkami
  - data-icon – jedna z cca 50 ikon, jež lze přidat do prvku
- podpora HTML5, například s využitím multistránek
- podpora AJAXu
- připravené prvky uživatelského rozhraní, připravené/optimalizované pro použití na dotykových zařízeních
- přehledná dokumentace a API
- relativně silná komunita
- komponenty třetích stran

## Vydání jednotlivých verzí
(výběr hlavních verzí)
- 1.0.0 – 16. listopadu 2011
- 1.1.0 – 13. dubna 2012
- 1.2.0 – 2. října 2012
- 1.3.0 – 20. února 2013
- 1.4.0 – 23. prosince 2013